# 喬治·阿里·穆拉·汗
米占·喬治·阿里·穆拉·汗二世·塔爾布爾（George Ali Murad Khan II Talpur，1933年6月29日—），是海尔布尔土邦的王公，他在1947至1954年间是海爾布爾土邦的米占。在九个月大的时候，阿利穆拉汗被他的父亲開槍誤繫。虽然子弹穿过了他的右肺和右胃，但他活了下来。他在父亲下台后登上王位，并于同年选择加入巴基斯坦自治领，并于1951年被利雅卡特·阿里·汗授予全面权力。三年后，国家与巴基斯坦合并，取消了他的主权地位。阿利穆拉汗有两个儿子，阿巴斯·拉扎汗和梅迪·拉扎汗，以及他第二任妻子的一个女儿扎赫拉。